# Stella von Hohenfels-Berger

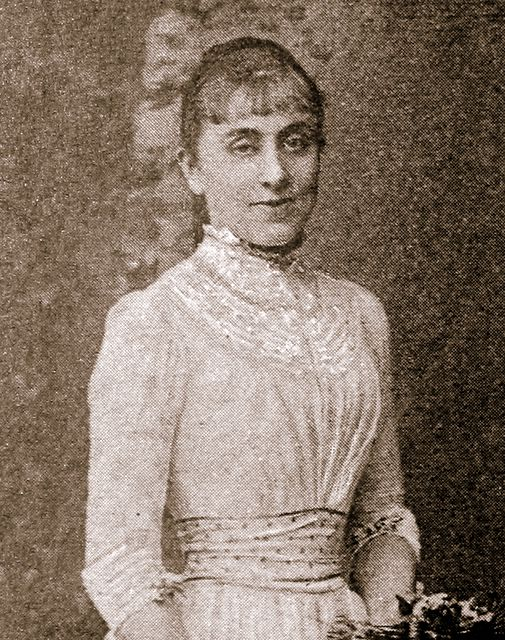
Stella Freifrau von Hohenfels-Berger

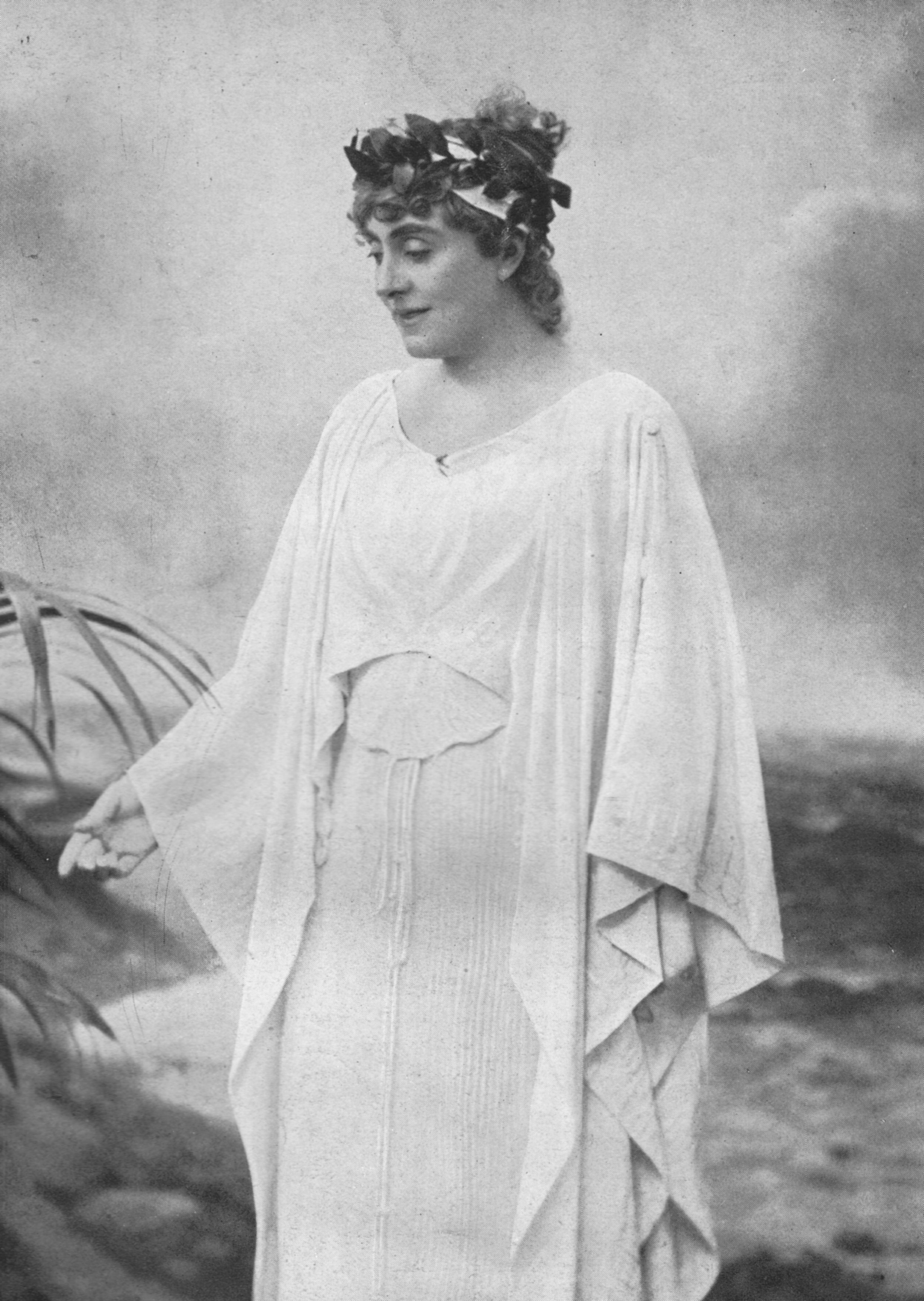
Stella Freifrau von Hohenfels-Berger als Iphigenie

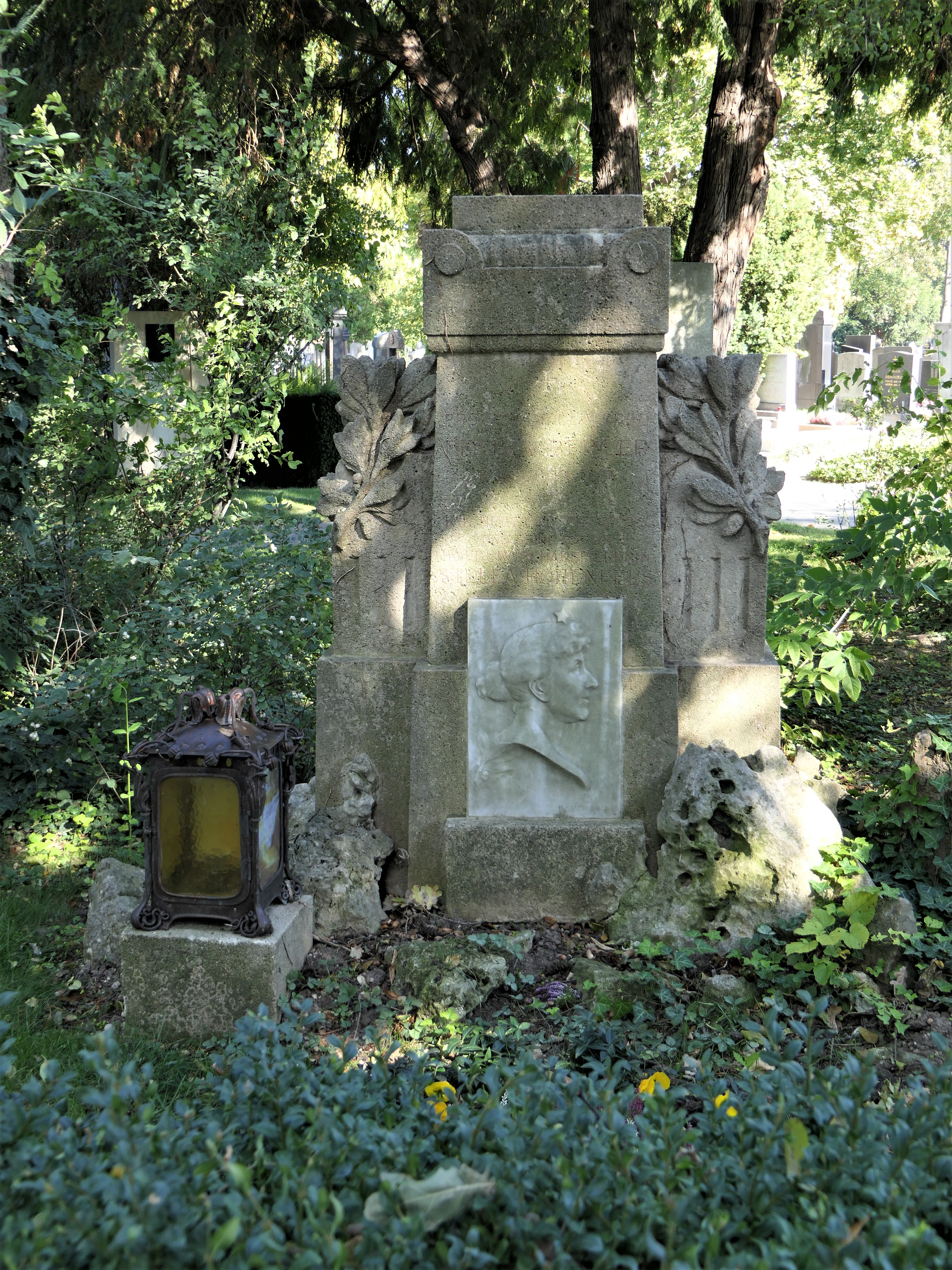
Grab von Stella von Hohenfels-Berger

Stella Freifrau von Hohenfels-Berger, geb. Loderbank, (* 16. April 1857 in Florenz; † 21. Februar 1920 in Wien) war eine österreichische Schauspielerin.

## Leben
Stella Loderbank entstammte einer wohlhabenden Großbürgerfamilie. Sie erhielt ihre Ausbildung im Sacre Cœur in Paris und seit 1870 in einem Internat bei Stuttgart, wo sie sich in der deutschen Sprache vervollkommnete. Hier wurde auch ihr Interesse für das Theater geweckt. Ohne Theaterausbildung trat sie erstmals 1873 am Berliner Nationaltheater  als Käthchen von Heilbronn und als Luise in Kabale und Liebe in Erscheinung. Es folgten Gastspiele in Straßburg und in der Schweiz.
Nachdem sie dem damaligen Direktor des Burgtheaters, Franz von Dingelstedt, empfohlen worden war, führte sie sich am 30. Mai 1873 als Desdemona erfolgreich ein und wurde am 1. September 1873 dort dauerhaft als große Naive angestellt. Anfangs war ihr Wirkungskreis beschränkt, erst Adolf Wilbrandt als Direktor verschaffte ihrem Talent volle Geltung. Sie war die ideale Besetzung für dessen Lustspiele. Auch in Nebenrollen verstand sie es, Aufsehen zu erregen. Seit 1881 war sie Hofschauspielerin, seit 1887 war die Künstlerin mit lebenslangem Vertrag bei der Burg angestellt.
1889 heiratete sie den artistischen Sekretär und späteren Burgtheaterdirektor Dr. Alfred Freiherr von Berger, während dessen Direktionszeit (1910–12) sie nicht auftreten durfte. Sie wohnten in der Villa Hohenfels in Hietzing, wo Berger auch starb. Hugo Thimig beschreibt die durch die Hohenfels-Berger verursachte Situation am Burgtheater im Jahr 1912 folgendermaßen:
Wir hetzen uns mit Novitäten ab, die uns kein stehendes Repertoire schaffen. Wertvolle Zugstücke, in welchen die Frau des Directors gespielt hat, dürfen nicht gebracht werden (Hamlet, Fiesko, Carlos, Weh dem, der lügt, Tasso, Monna Vanna, Novella d'Andrea, Was ihr wollt, Viel Lärm um nichts etc.). Die Frau des Direktors spielt aber nicht mehr. Sie kann nicht mehr spielen. Ihr Gedächtnis ist geschwunden, sie wird wohl nie mehr spielen. Ihre Garderobe darf von keiner anderen Darstellerin benützt werden; sie bleibt geschlossen, wie eine Gruft. Das ist ein krankhafter Zustand, der uns eminent schädigt und wohl kein Beispiel in der Theatergeschichte hat. Wer weiß, ob Baron Berger nicht ein Stein vom Herzen fiele, wenn ihm höheren Ortes befohlen würde, solche Zugstücke mit Remplacierungen seiner Frau zu geben, damit er sich bei seiner, wie es scheint geistig gestörten Frau, ausweisen könnte.
Sie erhielt ein Ehrengrab auf dem Wiener Zentralfriedhof (Gruppe 32 A, Nummer 46). 1930 wurde der Hohenfelsplatz in Wien-Meidling nach der Schauspielerin benannt.

## Bedeutung
Stella von Hohenfels-Berger verkörperte als Schauspielerin das ideale Mädchen, jung, grazil und voller Anmut. Zu ihren bedeutendsten Rollen zählten Iphigenie, Käthchen, Minna von Barnhelm, Libussa, Harriet, Viola, Klärchen, Ophelia, Esther und Maria Stuart.